# ヘンリー大川

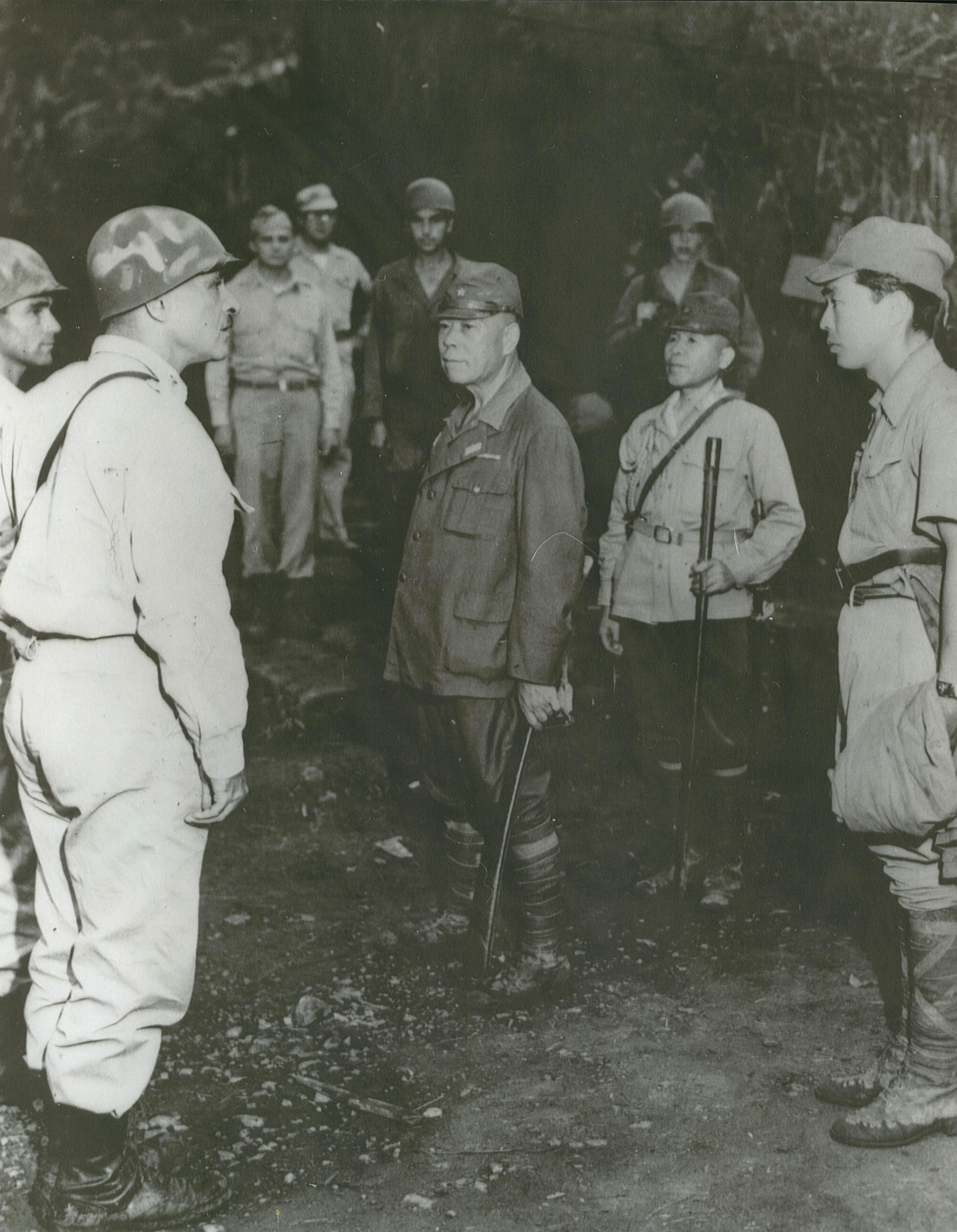
通訳を行う大川（右端）

ヘンリー大川（、1905年〈明治38年〉9月9日 - 1971年〈昭和46年〉5月27日）は、日本の俳優。埼玉県草加市出身。本名・旧芸名は大川 平八郎（）。娘婿に俳優の小松英三郎がいる。

## 来歴・人物
1905年、草加宿開拓者のひとりである大川図書の子孫、大川家13代頭首である大川十三代の三男として産まれる。
草加尋常小学校を卒業後、郁文館中学5年進級の際に「操行丙」で落第してしまったため、アメリカで実業家になるために1923年に渡米。ペンパル・クラブで知り合ったフロリダ大学の教授を頼って行ったゲインズヴィルで1年過ごす。翌年アトランタへ移り住んで中華料理店で1年5ヶ月間働いた後、さらにニューヨークへ移ってクラブの皿洗いのアルバイトを始める。
その後好奇心から、パラマウント映画が開設した俳優学校に入学。同期の俳優にはゲイリー・クーパー、チャールズ・ロジャーズ、リチャード・アーレンらがいる。授業料を稼ぐために日本人が経営するペットショップに勤めるが、俳優学校はわずか1年で閉鎖してしまったため、元々の目的であったコロンビア大学経済学部へ入る。
1928年、再び俳優の道を志してハリウッドへ赴く。フォックス社でハワード・ホークスの面接を受けて曲芸飛行の練習生として契約、約6ヶ月の練習期間を経て、同監督の『空中サーカス』にスタントフライヤーとして出演、ハリウッド映画デビューする。その後も『暁の偵察』、『悪魔の歎き』、『つばさの天使』などに相次いで出演するが、父危篤の報を受けて1933年に帰国。後年、このハリウッド時代に得た5万ドルを元手に大川家再興のため朝鮮に黒鉛の鉱山を開発する。
帰国後、PCLに入社。木村荘十二監督によるPCL第1回自主制作作品『音楽喜劇 ほろよひ人生』へ主演、劇中挿入歌『恋は魔術師』も歌う。さらに成瀬巳喜男監督の初トーキー映画『乙女ごころ三人姉妹』など、成瀬作品に多数出演。1937年、合併によって設立された東宝映画の専属俳優となる。
1943年に軍属としてフィリピンに召集されている時期にも、フィリピンが舞台の国策映画『あの旗を撃て』に出演している。終戦時には、現地司令官山下奉文が米軍へ投降する際に通訳として抜擢される。
終戦後に東宝へ復帰。成瀬作品や『地球防衛軍』などの特撮映画に出演する一方で、海外の映画会社との合作映画の製作に携わった。その他、日本劇場や東宝劇場の米国駐留軍による接収問題が生じた際には日本側の代表としてGHQとの折衝にあたり、取りまとめ交渉に尽力した。
1957年頃に芸名をヘンリー大川とし、同年デヴィッド・リーン監督の『戦場にかける橋』で助監督を務めながら、早川雪洲、勝本圭一郎と共に軍人役で出演する。
1960年代に入ってからは出演作は減ったものの、持ち前のバイリンガルを生かしてオスマン・ユセフら日本語の堪能な外国人俳優たちと共に通訳としても活躍した。『キングコングの逆襲』に出演したリンダ・ミラーは、大川は親切で頼りになったと証言している。
1971年5月27日、脳内出血のため世田谷区成城の病院で死去、享年65。

## 主な出演作品
- 空中サーカス（1928年 ハワード・ホークス監督）
- 暁の偵察（1930年 ハワード・ホークス監督）
- つばさの天使（1933年 ウィリアム・A・ウェルマン監督）
- 悪魔の歎き（パラマウント映画作品、詳細不明）
- 音楽喜劇 ほろよひ人生（1933年 木村荘十二監督）：アサオ 役
- 純情の都（1933年 木村荘十二監督）
- エノケンの青春酔虎伝（1934年 山本嘉次郎監督）：紳士 役
- あるぷす大将（1934年 山本嘉次郎監督）
- 乙女ごころ三人姉妹（1935年 成瀬巳喜男監督）：青山 役
- 妻よ薔薇のやうに（1935年 成瀬巳喜男監督）：精二 役
- サーカス五人組（1935年 成瀬巳喜男監督）：幸吉 役
- 噂の娘（1935年 成瀬巳喜男監督）：新太郎 役
- 兄いもうと（1936年 木村荘十二監督）：小畑 役
- 君と行く路（1936年 成瀬巳喜男監督）：天沼朝次 役
- 朝の並木道（1936年 成瀬巳喜男監督）：小川 役
- 女人哀愁（1937年 成瀬巳喜男監督）：益田敏雄 役
- 禍福（1937年 成瀬巳喜男監督）：早川達雄 役
- 楽園の合唱（1937年 大谷俊夫監督）
- 北支の空を衝く（1938年 渡辺邦男監督）：長谷川誠 役
- 鶴八鶴次郎（1938年 成瀬巳喜男監督）：松崎 役
- 浪人吹雪（1939年 近藤勝彦監督）：大高源吾 役
- のんき横丁（1939年 山本嘉次郎監督）：高井三郎 役
- 光と影（1940年 島津保次郎監督）：恩田晋 役
- 女の街（1940年 今井正監督）：浅場新治郎 役
- 燃ゆる大空 （1940年 阿部豊監督）：山村 役
- 上海の月 （1941年 成瀬巳喜男監督）：吉野武 役
- 南海の花束（1942年 阿部豊監督）：操縦士原田 役
- 翼の凱歌（1942年 山本薩夫監督）
- あの旗を撃て コレヒドールの最後（1944年 阿部豊監督）：池島兵長
- 運命（1951年 レイ・スタール監督）：吉田 役
- 舞姫 （1951年 成瀬巳喜男監督）：香山 役
- 間諜777 （1952年 ジョージ・P・ブレイクストン、レイ・スタール監督）：香山 役
- 太平洋の鷲（1953年 本多猪四郎監督）：米内大臣秘書官 役[6]
- わたしの凡てを（1954年 市川崑監督）：門倉 役
- 幽霊男（1954年 小田基義監督）：広田圭三 役
- 浮雲（1955年 成瀬巳喜男監督）：医者 役
- やさしい狼犬部隊（1955年 リチャード・マーフィー監督）：吉田 役
- 二人の可愛い逃亡者（1957年 アーサー・ルービン監督）：ホビノ大佐 役
- 戦場にかける橋（1957年 デヴィッド・リーン監督）：兼松大尉 役
- Stopover Tokyo（1957年 リチャード・L・ブリーン監督）：アフミ中尉 役
- 地球防衛軍（1957年 本多猪四郎監督）：防衛司令部渉外局長 役[1][4][注釈 2]
- 風は知らない（1958年 ラルフ・トーマス監督）：中村中尉 役
- 大番 完結篇（1958年 千葉泰樹監督）：通訳 役
- 孫悟空（1959年 山本嘉次郎監督）：翠蘭の父 役
- Marines, Let's Go（1961年 ラウル・ウォルシュ監督）：ホテル支配人・吉田 役
- 重役候補生No.1（1962年 古澤憲吾監督）：山下 役
- 忠臣蔵 花の巻・雪の巻（1962年 稲垣浩監督）：間瀬久太夫 役
- 国際秘密警察 指令第8号（1963年 杉江敏男監督）：クエン 役
- ゴジラシリーズ
  - 三大怪獣 地球最大の決戦（1964年 本多猪四郎監督）：円盤クラブのYシャツ男 役[1][2]
  - 怪獣総進撃（1968年 本多猪四郎監督）：電子顕微鏡室の技師 役[6][2]
- 狸の王様（1966年 山本嘉次郎監督）：幸福荘管理人 役
- フランケンシュタインの怪獣 サンダ対ガイラ（1966年 本多猪四郎監督）：病院の医師 役[6][4][2]
- Hændeligt uheld（1971年 エリック・バーリング監督）：川崎 役